# アッちゃんのベビーギャング
『アッちゃんのベビーギャング』は、1961年9月17日に東宝系で公開された日本映画。カラー。東宝スコープ。

## 概要
漫画家・岡部冬彦が、「週刊朝日」に連載していた『アッちゃん』と「週刊文春」に連載していた『ベビーギャング』を映画化した、ホーム・コメディ映画。
主人公・アッちゃんを演じたのは、当時6歳にして歌舞伎役者の五代目中村勘九郎（→十八代目中村勘三郎）。本作ではアッちゃんのほか、自分自身の二役で出演する。

## スタッフ
- 製作：藤本真澄
- 原作：岡部冬彦（「週刊朝日」連載『アッちゃん』、「週刊文春」連載『ベビーギャング』より）
- 脚本：井手俊郎
- 監督：杉江敏男
- 撮影：鈴木斌
- 照明：西川鶴三
- 美術：村木忍
- 録音：小沼渡
- 音楽：神津善行
- 編集：小畑長蔵
- 助監督：梶田興治
- スチール：荒木五一

## 出演者
- アッちゃん（主人公）／中村勘九郎：五代目中村勘九郎（→十八代目中村勘三郎）
- 小出津春男（アッちゃんのパパ）：小林桂樹
- 小出津夢代（アッちゃんのママ）：淡路恵子
- 金田ソメコ（アッちゃんのGF）：須田玲子
- 金田良介（ソメコのパパ、春男の会社の専務）：有島一郎
- 金田藤子（ソメコのママ）：久慈あさみ
- 金田百合子（ソメコの姉）：浜美枝
- 金田洋介（ソメコの兄）：大江健三郎
- 峰子：河美智子
- 川崎豊：児玉清
- 上野浩一：太刀川寛
- 浩一の母：水の也晴美
- ミドリ：若林映子
- 里子：坪内美詠子
- サリー：リー・スミス
- ユーちゃん：松岡高史
- 夫人：一の宮あつ子、三田照子
- 社員：大友伸、三井紳平、桜井巨郎、小川安三
- 社員（小川安三）の妻：記平佳枝
- 女子事務員：丘照美
- パトロールの巡査：四代目 中村仲助

## 映像ソフト
2005年4月に松竹ホームビデオから発売されたDVD-BOX「勘九郎箱」の第8巻に、次作『ベビーギャングとお姐ちゃん』と共に収録されている。

## 同時上映
『ゲンと不動明王』
- 原作：宮口しづえ／脚本：井手俊郎、松山善三／特技監督：円谷英二／監督：稲垣浩／主演：三船敏郎